# ميناء الجرف الأصفر
الجُرف الأصفر هو ميناء بحري مغربي على ساحل المحيط الأطلسي، يقع في عمق البحر، بجماعة مولاي عبد الله، على بعد 17 كم جنوب مدينة الجديدة و 120 كم جنوب غرب مدينة الدار البيضاء. يعتمد هذا الميناء كثيرا على تصدير وتوريد وتصنيع المواد المعدنية والطاقات المتنوعة، ويوجد بمجاله مركب صناعي ضخم.

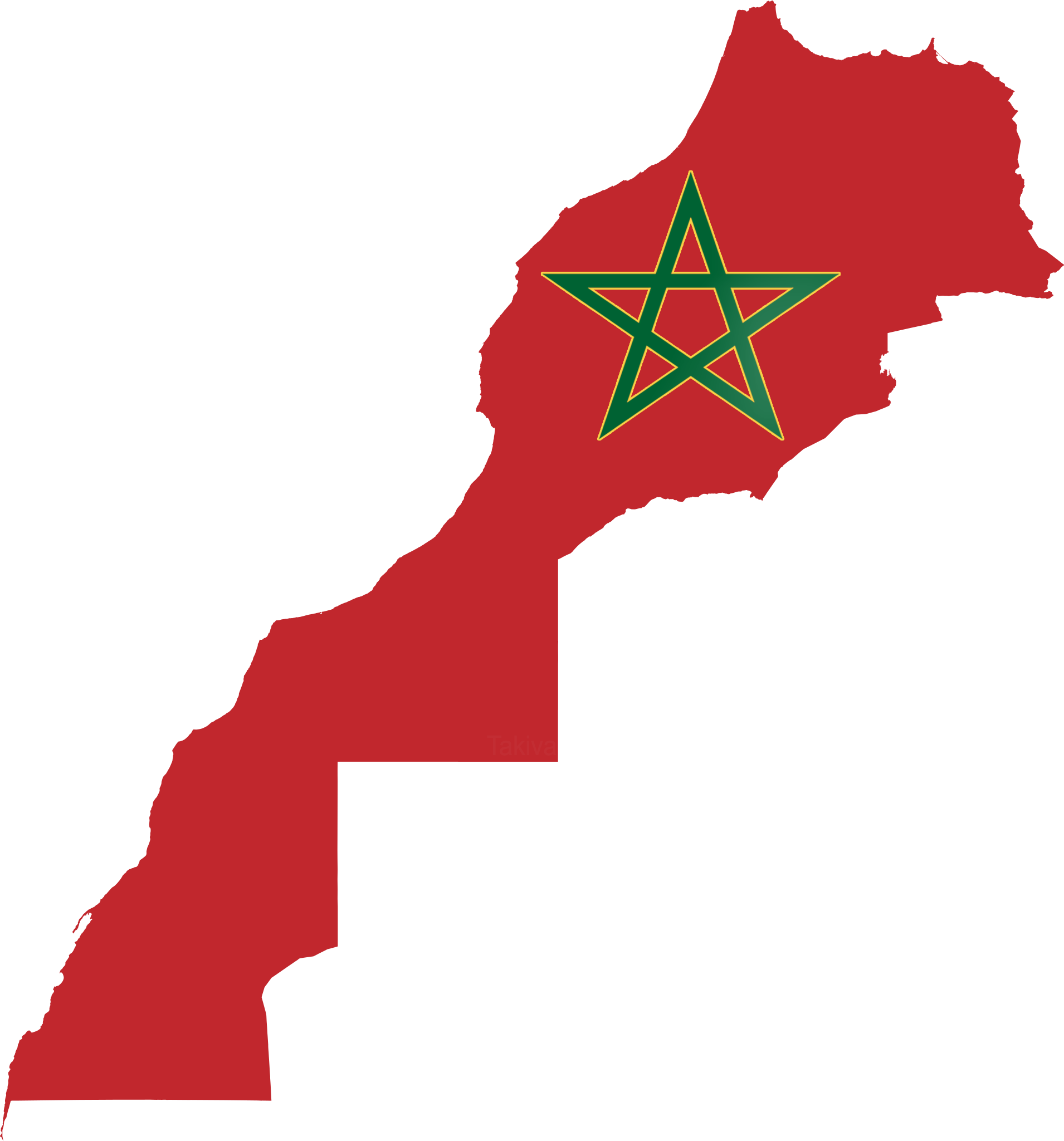
خريطة المملكة المغربية

## المركب الصناعي بالجرف الأصفر
يرتبط ميناء الجرف الأصفر ارتباطا وثيقا بالمركب الصناعي الضخم المتواجد بمجاله. يضم هذا المركب صناعات كيميائية مرتبطة بالفوسفات، ومحطة لإنتاج الطاقة الكهربائية ذات التوتر العالي تعتمد على الفحم الحجري، وعدة منشآت لتخزين ولوجستية النفط والغاز الطبيعي، بالإضافة للتعدين وصناعة المنظفات و صناعات أخرى متنوعة.

## التصدير والتوريد
تتمثل صادرات وواردات هذا الميناء في المواد المعدنية والطاقات المتنوعة. نذكر من ذلك الفوسفات الخام والمُصنَّع والأسمدة المشتقة منه والأحماض والكبريت والنفط والغاز الطبيعي والفحم الحجري.
يزوِّد هذا الميناءُ، بالفحم الحجري، منشآتِ إنتاج الطاقة الكهربائية ومصانعَ الإسمنت، خصوصا بإقليم الجديدة وإقليم آسفي.

## مشاكل بيئية
تتسبب الصناعات الكيميائية بمركب الجرف الأصفر في نسب تلوث كبيرة للمنطقة، وذلك على مستوى الهواء، التربة، المياه الجوفية و مياه المحيط الساحلية. فذلك يؤثر سلبا على جميع الكائنات الحية كالإنسان والنباتات والمواشي والأسماك وذوات الأصداف (ذوات الصدفتين، البطلينوس، وقنافذ البحر).
تم إنشاء محطة لتحلية مياه البحر بمركب الجرف الأصفر، قصد التقليل من الاعتماد على المصادر الطبيعية من المياه العذبة، إذ تحتاج منشآت الصناعات الفوسفاتية كميات ضخمة من المياه.

## روابط خارجية
مجموعة م. ش. للفوسفات